# جفت‌گزینی

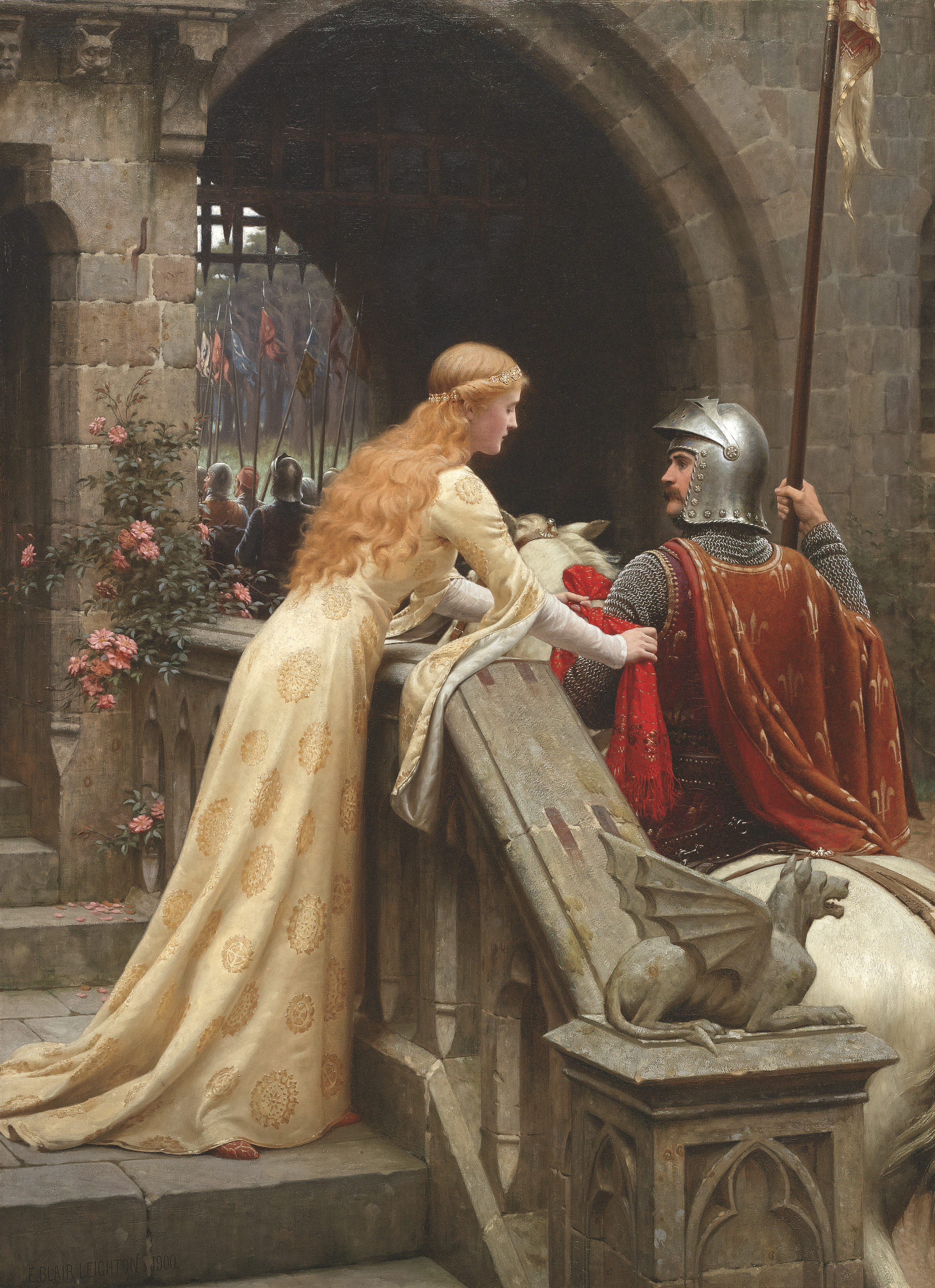
خدا به همراهت اثر هنرمند انگلیسی ادموند لیتون، ۱۹۰۰: یک شوالیه زره‌پوش را به تصویر می‌کشد که به جنگ می‌رود و همسر/معشوقه خود را ترک می‌گذارد.

مهرورزی یا معاشقه (به انگلیسی: Courtship) دوره ترقی رابطه عاشقانه است که در آن دو زوج سپری می‌کنند تا همدیگر را بهتر بشناسند و تصمیم بگیرند که آیا قصد نامزدی و به دنبال آن ازدواج را دارند یا نه. خواستگاری ممکن است یک موضوع غیررسمی و خصوصی بین دو نفر باشد یا ممکن است یک امر عمومی یا یک مراسم رسمی با تأیید خانواده باشد. به‌طور سنتی، در خصوص نامزدی رسمی، نقش یک مرد این است که به‌طور فعالانه به زن «عشق» یا «محبت» بورزد، بنابراین او را تشویق می‌کند تا او و پذیرش او را برای پیشنهاد ازدواج درک کند.

## مردم مدرن
در اوایل دهه ۱۸۰۰، انتظار می‌رفت که بزرگسالان جوان با هدف یافتن شریک ازدواج و نه به دلایل اجتماعی، این دوران را سپری کنند. در اشکال سنتی‌تر مسیحیت، مفهوم این دوران حفظ شده است، به طوری که جان پایپر دوران مهرورزی را کرد و این مفهوم را از قرار گذاشتن متمایز کرد و اظهار داشت: آغاز مهرورزی عموماً زمانیست که مردی مجرد به سراغ پدر یک زن مجرد می‌رود و تحت امر او، خانواده یا کلیسا (که شایسته‌تر از دو مورد مذکور است) شروع رابطه‌اش با دخترش را اعلام می‌دارد. دوران مهرورزی همیشه ازدواج را هدف نهایی و مستقیم خود قلمداد می‌کند.. قرار گذاشتن که رویکردی مدرن است، زمانی آغاز می‌شود که زن و مرد رابطه‌ای فراتر از دوستی صرف را آغاز می‌کنند رابطه‌شان را خارج از نظارت و سیطره هرگونه نهادی علنی می‌کنند.

## در انسان
در انسان یک زوج پیش از ازدواج احتمالی در این زمان با یکدیگر آشنا می‌شوند. همسرگزینی، پیش از خواستگاری و به‌طور سنتی پس از نامزدی شروع می‌شود و با جشن ازدواج پایان می‌یابد. همسرگزینی ممکن است یک موضوع غیررسمی و خصوصی بین دو نفر باشد یا ممکن است یک امر عمومی یا یک ترتیب رسمی با تأیید خانواده باشد. به‌طور سنتی، در مورد نامزدی رسمی، نقش یک مرد این است که به‌طور فعال یک زن را «دعوت» یا «محبت» کند؛ بنابراین او را تشویق می‌کند تا او و پذیرش او را برای پیشنهاد ازدواج درک کند.

## در جانوران
بدر آیین جفت‌یابی بسیاری از گونه‌های حیوانات نیز دوران «مهرورزی» وجود دارد. معاشقه با حیوانات ممکن است شامل رقص‌های پیچیده یا لمس کردن، صداگذاری، یا نمایش زیبایی یا قدرت مبارزه باشد. بیشتر معاشقه‌های حیوانات دور از چشم انسان‌ها اتفاق می‌افتد و بنابراین اغلب رفتارهای حیوانی کمتر مستند است. یکی از حیواناتی که آداب معاشقه‌اش به خوبی مورد مطالعه قرار گرفته است، مرغ کریچ‌ساز است، جفت نر از اشیاء جمع‌آوری شده یک «طاق» می‌سازد. سیاری از گونه‌های جانوری دارای آیین‌های انتخاب جفت هستند که در اصطلاح انسان‌انگاری به آن «خواستگاری» نیز گفته می‌شود. جفت‌گزینی (معاشقه) در جانوران ممکن است شامل رقص‌های پیچیده یا لمس کردن، آواسازی، یا نمایش زیبایی یا نیروی مبارزه باشد. بیشتر معاشقه‌های جانوران دور از چشم انسان‌ها رخ می‌دهد؛ بنابراین اغلب کمترین رفتارهای جانوری مستند شده است. یکی از جانورانی که آداب معاشقه‌اش به خوبی مورد مطالعه قرار گرفته است، مرغ کریچ‌ساز است که نر او از اشیاء جمع‌آوری شده یک «کریچ» می‌سازد.
از دیدگاه علمی، جفت‌گزینی در قلمرو جانوران فرآیندی است که در آن گونه‌های مختلف شریک زندگی خود را برای هدف‌های تولیدمثلی انتخاب می‌کنند. به‌طور کلی، نر آغازکنندهٔ جفت‌گزینی است و ماده بر اساس «عملکرد» آن، جفت‌گیری یا طرد نر را برمی‌گزیند.

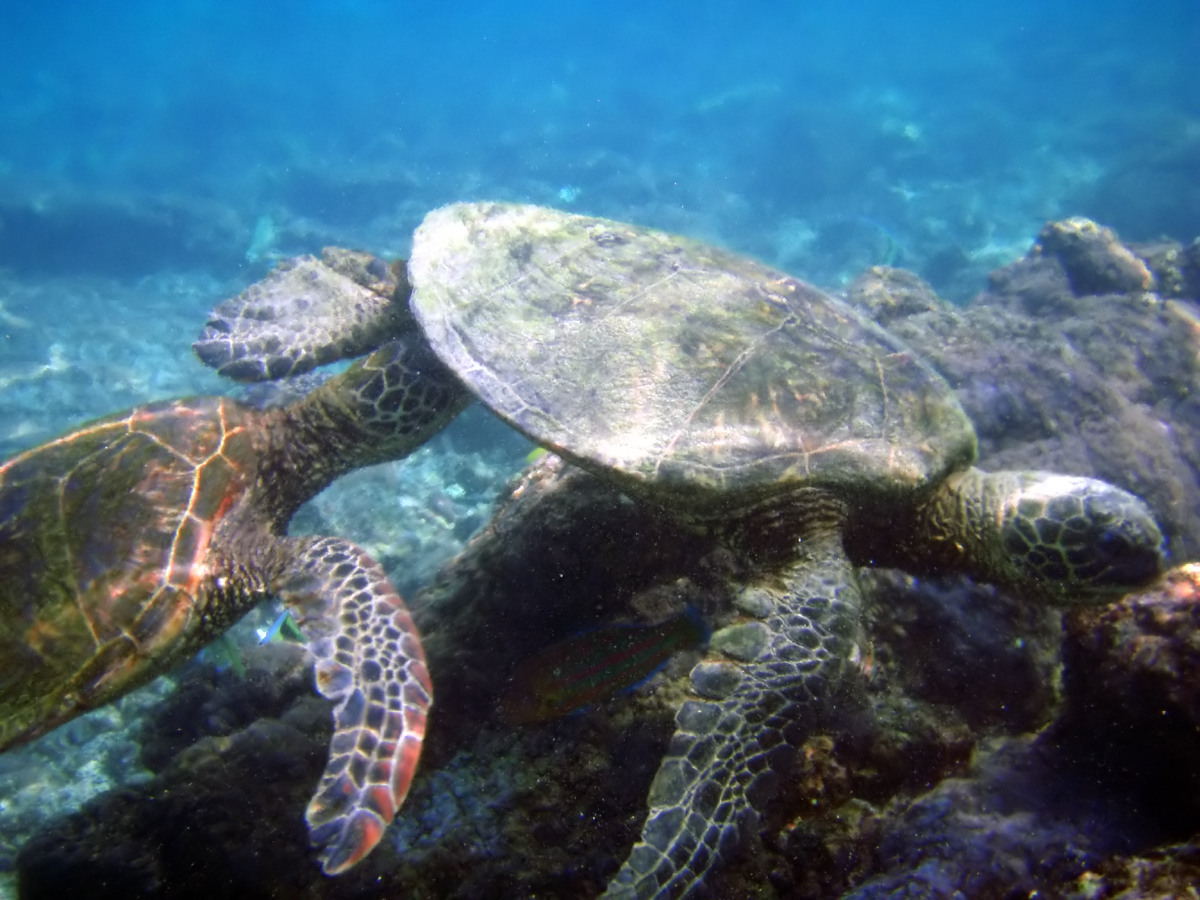
جفت‌گزینی لاک‌پشت‌های سبز

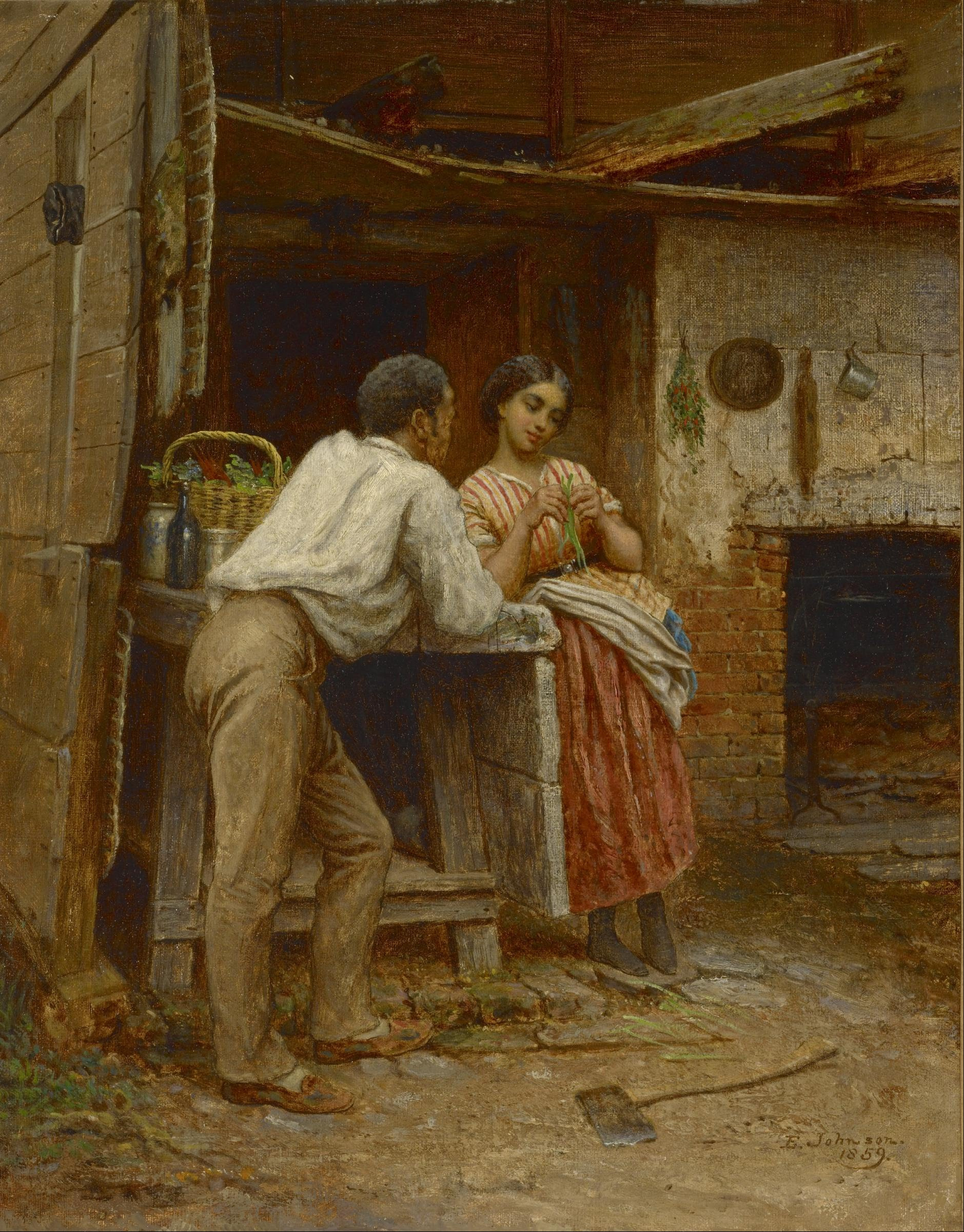
«همسرگزینی جنوبی» اثر نقاش آمریکایی ایستمن جانسون (۱۸۲۴–۱۹۰۶)

## جستارهای بیشتر
- گزینش جفت
- نمایش جفت‌یابی
- نمایش جفت‌خواهی
- جفت‌یابی انسان
- همسریابی آنلاین
- همسر
- نامه عاشقانه
- نامزدی
- خواستگاری
- ازدواج سنتی
- هایپرهمسری